# Ryu Beom-hee
Ryu Beom-hee (kor. 류범희; * 29. Juli 1991) ist ein südkoreanischer Fußballspieler.

## Karriere
Ryu Beom-hee erlernte das Fußballspielen in der Universitätsmannschaft der Gwangju Universität in Südkorea. Seinen ersten Vertrag unterschrieb er 2015 beim Gwangju FC. Das Fußballfranchise aus Gwangju spielte in der ersten Liga, der K League 1. Für Gwangju absolvierte er zwei Erstligaspiele. Mitte 2015 wechselte er zum Zweitligisten Gyeongnam FC. Mit dem Franchise aus Changwon spielte er in der K League 2. Bis Mitte 2016 stand er für Gyeongnam neunzehnmal auf dem Spielfeld. Die zweite Jahreshälfte spielte er beim Drittligisten Gyeongju KHNP FC in Gyeongju. 2017 zog es ihn nach Thailand, wo er einen Vertrag beim BBCU FC unterschrieb. Der Bangkoker Verein spielte in der zweiten Liga, der Thai League 2. Während der Hinserie wurde der Verein vom Verband gesperrt. Anschließend war er vertrags- und vereinslos. Im Sommer 2017 ging er wieder in seine Heimat und schloss sich bis Jahresende dem Pocheon Citizen FC an. Anschließend spielte er bei den unterklassigen Vereinen Chuncheon FC, FC Together und Hyochang FCr. Die Saison 2018 spielte er beim Chuncheon FC in der K3 League Advance. Von Januar 2019 bis April 2021 war er vertrags- und vereinslos. Im Mai 2021 nahm ihn der in Seoul beheimatet FC Together unter Vertrag. Zu Beginn der Saison 2022 wechselt er zum Hyochang FC.